# 척 에디

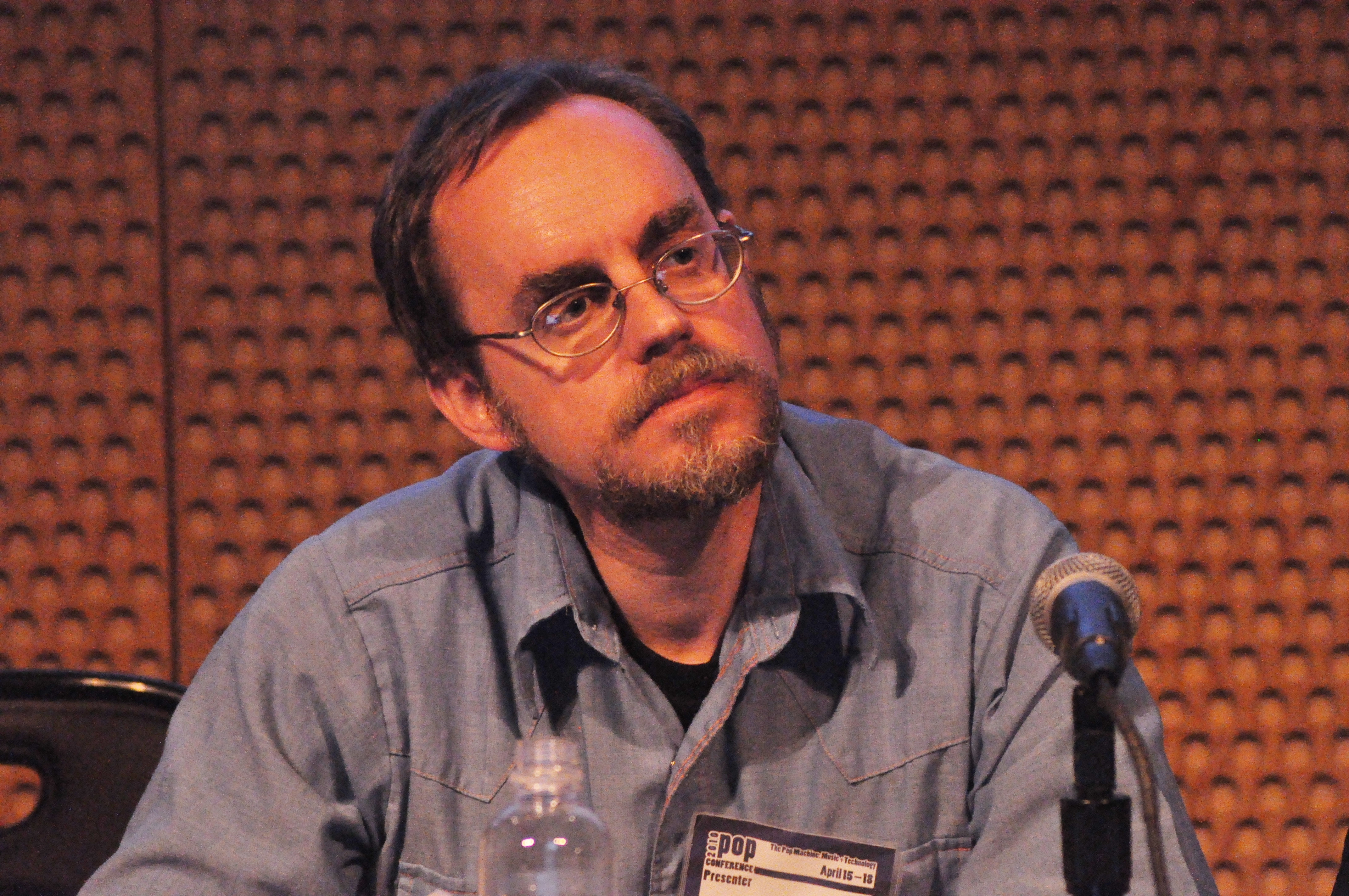
2010년 척 에디의 모습

척 에디(Chuck Eddy, 1960년 11월 26일 ~ 현재)는 미국의 음악 평론가이다.

## 생애
척 에디는 1960년 11월 26일 미시간주 디트로이트에서 태어났다. 1980년대 중반 비스티 보이즈와의 첫 전국 인터뷰 중 하나를 출판한 빌리지 보이스와 크림에서 평론가로서 활동을 시작한 이후 롤링 스톤, 스핀, 엔터테인먼트 위클리 및 기타 전국 및 지역 간행물에 글을 기고했다. 저서로는 《Stairway to Hell: The 500 Best Heavy Metal Albums in the Universe》, 《The Accidental Evolution of Rock and Roll》, 《Rock and Roll Always Forgets: A Quarter Century of Music Criticism》과 《Terminated for Reasons of Taste: Other Ways to Hear Essential and Inessential Music》이 있다.
1999년 빌리지 보이스에서 음악 부분 편집자로 고용된 에디는 7년 동안 활동했다. 이후 빌리지 보이스 미디어가 뉴 타임스와 2006년 합병되고 취향을 이후로 해고되었고, 에디는 MTV의 URGE에서 일주일에 세 번 헤비메탈과 관련한 글을 쓰고, 하프에서 "라스트 라운드업"이라는 짧은 CD 리뷰 페이지를 썼다. 2006년부터 2007년까지는 빌보드의 선임 편집자로 일했다. 현재에는 텍사스주 오스틴에서 프리랜서로 활동하고 있다.
에디는 《The Rolling Stone Illustrated History of Rock and Roll》(랜덤 하우스; 1992), 《Spin Alternative Record Guide》(빈티지; 1995), 《Stars Don't Stand in the Sky: Music and Myth》(NYU 출판부; 1999), 《Bubblegum Music Is the Naked Truth》(페럴 하우스; 2001), 《Creem: America's Only Rock 'N' Roll Magazine》(콜린스; 2007)과 《1000 Songs To Change Your Life》(타임 아웃; 2008) 등 다양한 책에 참여했다.